# Hifikepunye Pohamba
Hifikepunye Lucas Pohamba, né le 18 août 1935 à Okanghudi, est un homme politique namibien, membre de la South-West African People's Organisation (SWAPO) et président de la République de 2005 à 2015. Il est élu président de la République lors de l'élection présidentielle de 2004, et réélu à une très large majorité à l'élection de 2009. Il est également président de la SWAPO de 2007 à 2015.

## Biographie
Hifikepunye Pohamba est né le 18 août 1935 à Okanghudi, dans la région d'Ohangwena au centre-nord du Sud-Ouest africain, alors sous mandat sud-africain.
Après des études dans la mission anglicane locale, Pohamba trouve un travail en tant que secrétaire dans une mine de cuivre. Il participe à la fondation du syndicat SWAPO (South-West African People's Organisation) en 1960. Cette création sera lourde de conséquences : Pohamba est arrêté par les chefs locaux, enchaîné et fouetté en public. Il part alors en Rhodésie du Sud avant d'en être expulsé en 1961 vers le Sud-Ouest africain. Il passe quatre mois en prison avant d'être assigné à résidence pendant deux ans.
De nouveau en exil de 1964 à 1966, Pohamba rentre au pays avec son mentor Sam Nujoma lorsque le gouvernement sud-africain notifie à l'ONU que les exilés sont libres de revenir. Mais ils sont tous deux arrêtés et expulsés à leur arrivée. Durant son séjour à Alger (où il reste deux ans), il apprend le français, langue à laquelle il reste attaché. En 1970, il est élu au comité central de la SWAPO et sept ans plus tard au bureau politique du parti. Installé en Angola où le MPLA le laisse tranquille, il établit un bureau de la SWAPO à Luanda et voyage en Afrique pour faire entendre les revendications de la SWAPO.
En 1980, Pohamba part à Moscou étudier à l'Université Patrice-Lumumba d'amitié entre les peuples. Il y obtient un diplôme de sciences politiques. Pohamba s'entraîne militairement en Zambie et Tanzanie, la SWAPO menant aussi des actions de guérilla contre le pouvoir sud-africain qui administre de fait, depuis la fin de son mandat légal en 1968, les terres du Sud-Ouest africain/Namibie. En 1983, il épouse Penehupifo Pohamba, exilée politique et membre de la SWAPO comme lui. Ils ont 5 enfants.
Après les accords de 1988 entre l'Afrique du Sud et l'ONU, Pohamba revient en 1989 pour préparer les premières élections namibiennes en tant que directeur de campagne de la SWAPO. Celle-ci remporte les élections (57 % des suffrages) et Pohamba est élu député.
L'indépendance est déclaré le 21 mars 1990. Sam Nujoma devient président et Pohamba obtient le ministère de l'Intérieur. Il tient aussi les postes de ministre des Pêches et des Ressources maritimes et de ministre des Terres. En tant que ministre des Terres, Pohamba mène la réforme agraire : les fermiers blancs, anciens colons, détiennent, comme au Zimbabwe la majeure partie des terres cultivables. Il suit la politique de son prédécesseur, mettant en relation des blancs souhaitant vendre et des acheteurs noirs avant de devenir partisan d'une politique d'expropriation, en partie calquée sur celle de Robert Mugabe au Zimbabwe. Une telle politique d'expropriation rencontre la réticence de Hage Geingob, premier ministre  jusqu'en août 2002, et n'est mise en place qu'à partir du début d'année 2004.
Pohamba monte aussi dans la hiérarchie de la SWAPO en devenant vice-président en 2002, le président restant, depuis 1960, Nujoma.
Toujours dans l'ombre du père de l'indépendance namibienne Sam Nujoma, Pohamba devient candidat de la SWAPO lors du congrès du 30 mai 2004. Il faut toute l'aide politique de Nujoma pour que Pohamba réussisse à s'imposer comme candidat officiel de la SWAPO, au détriment des deux autres candidats Hidipo Hamutenya et Nahas Angula. Dans son programme politique, Pohamba promet de lutter contre la corruption, la criminalité, l'expansion du SIDA et pour une redistribution des terres agricoles.
Il est élu président lors des élections des 15 et 16 novembre 2004 avec 76,4 % des voix, et la passation de pouvoir avec Sam Nujoma s'effectue le 21 mars 2005. Aux législatives ayant lieu en parallèle, la SWAPO obtient 55 sièges sur 72. Il est réélu avec plus de 75 % des suffrages lors des élections de novembre 2009.
En tant que président, Pohamba surprend certains observateurs par sa modération et sa modestie, contrairement à Sam Nujoma. Il n'est pas un adepte du culte de la personnalité, et la société namibienne respire davantage,. Il maintient une politique de cohésion et de réconciliation nationale, y compris avec les minorités blanches, même si la réforme agraire, dans les premiers mois de sa présidence, est marquée  par des expropriations forcées de terres pour près de 350 fermiers blancs, répondant à une impatience des populations noires rurales. Cette redistribution des terres se fait « de manière pacifique et ordonnée » et les fermiers blancs concernés sont indemnisés par l’État,. À la fin de son deuxième mandat, l'économie du pays semble en meilleure santé, avec plus de 5 % de croissance en 2015, même si le chômage reste important.
Ce second mandat se termine le 21 mars 2015, une échéance qu'il respecte sans chercher à prolonger davantage sa présence au sommet au-delà de ce qui est prévu par la constitution du pays. Son Premier ministre Hage Geingob lui succède.
Le 29 avril 2016, l'Université d'études sur le développement de Tamale, au Ghana, lui a décerné un doctorat honoris causa.